# 영생 (기독교)
영생(Eternal life)은 전통적으로 기독교 종말론에서 설명하는 것처럼 죽음 이후에도 계속되는 삶을 의미한다. 사도신경은 이렇게 고백한다: "나는... 몸의 부활과 영생을 믿사오며." 이 견해에 따르면 영생은 예수의 재림과 죽은 자의 부활 이후에 시작되지만, 신약의 요한 문헌에는 신자의 지상 생활에서 시작되는 영생에 대한 언급이 있으며, 이는 아마도 이미 시작된 종말론을 나타내는 것일 수 있다.
주류 기독교 신학에 따르면, 죽음 이후 재림 이전에는 구원받은 자들이 중간 상태에서 하나님과 함께 살지만 재림 이후에는 죽은 자의 육체적 부활과 새 땅의 육체적 재창조를 경험하게 된다. 가톨릭 교회 교리서에는 "죽음으로 영혼은 육체와 분리되지만, 부활에서 하나님께서는 우리 영혼과의 재결합으로 변화된 우리 육체에 썩지 않는 생명을 주실 것이다. 그리스도께서 부활하셔서 영원히 사신 것처럼 우리 모두도 마지막 날에 부활할 것이다."라이트는 "하나님의 계획은 이 세상을 버리는 것이 아니다..."라고 주장한다. 오히려 그는 그것을 다시 만들려고 한다. 그리고 그렇게 하실 때 모든 사람을 새로운 육체의 생명으로 일으켜 그 안에서 살게 하실 것이다. 이것이 기독교 복음의 약속이다."
공관복음서와 바울서신에서 영생은 일반적으로 미래의 경험으로 간주되지만, 요한복음은 영생을 "현재 소유"로 강조한다는 점에서 이들과 다르다. 레이몬드 E. 브라운은 공관복음서에서 영생은 최후의 심판, 즉 미래 시대에 받는 것이지만(막 10:30, 마 18:8-9) 요한복음은 요한복음 5:24에서처럼 영생을 현재의 가능성으로 자리매김한다고 지적한다.
따라서 공관복음과 달리 요한복음에서 영생은 미래적인 것일 뿐만 아니라 현재와도 관련이 있다. 요한복음에서 그리스도를 영접하는 사람들은 "지금 여기"에서뿐만 아니라 영원에서도 생명을 소유할 수 있는데, 이는 요한복음 5:24에서처럼 "사망에서 생명으로 옮겼"기 때문이다: "내 말을 듣고 또 나 보내신 이를 믿는 자는 영생을 얻었고 심판에 이르지 아니하고 사망에서 생명으로 옮겼다." 요한복음은 영생을 '지금 여기'에서 소유하는 것이 아니라 '영원히' 소유할 수 있는 것이라고 설명한다." 요한복음에서 말씀의 성육신, 죽음, 부활 및 영광의 목적은 인류에게 영생을 제공하기 위한 것이었다.

## 신약 성경
다음과 같은 학자 존 H. 리스 신자들이 영생을받을 것이라는 확신이 제공되지만 신약에는 영생이 자세히 설명되어 있지 않다고 주장한다. D. A. 카슨과 같은 다른 학자들은 영생이 요한 복음 17:3에서 예수님이 대제사장기도에서"이제 이것이 영생이니 곧 유일하신 참 하나님 아버지와 아버지가 보내신 예수 그리스도를 알게하는 것이다"라고 말하는 곳에서 명시 적으로 정의되어 있다고 제안한다. 카슨은 이 구절에 대해 "영생은 참 하나님에 대한 지식 그 이상도 이하도 아니다"라고 말하며 "영생은 영원하신 분에 대한 개인적인 지식만큼이나 영생이 아니다." 반면에 에드먼즈 성경 사전은 "영생의 본질은 신약 성경에서 그 필수 요소에 대해서만 스케치되어 있다"고 주장한다.
존 W. 리튼보우(John W. Ritenbaugh)는 영생은 하나님을 아는 것이며, 예수님은 시간이 지남에 따라 성숙해지는 하나님과의 친밀한 관계를 의미한다고 말한다.
오스트로미르 요한복음, 1056년
공관복음서는 하나님 나라의 선포에 초점을 맞춘 것으로 보이지만, 일부 학자들은 영생을 요한복음에서 예수의 설교의 중심 주제로 보고 영생을 얻는 것은 왕국에 들어가는 것과 동의어로 간주된다. 기독교의 가르침에서 영생은 인간 존재의 고유한 부분이 아니며, 죽음이 "단번에" 정복되어 기독교인이 영생을 경험할 수 있는 독특한 사건으로 간주되는 예수 부활의 모델을 기반으로 한 하나님의 독특한 선물이다. 이 영생은 일반적으로 죽은 자의 부활 시 신자들에게 제공되는 것으로 간주된다.
신약 신학에서는 "생명"(조에, 그리스어로 ζωὴ) 외에도 때때로 영원한 형용사 (아이오니오스, 그리스어로 αἰώνιος)로 묘사되는 약속 된 영적 삶이 있지만 다른 경우에는 단순히 "생명"이라고도한다. 요한과 바울 모두 영생을 얻고 하나님의 진노를 피할 수있는 가능성은 하나님의 아들 예수님을 믿는 데 달려 있다. 요한이 그리스도 안에 거하는 것은 요한복음 15:9-17과 요한복음 5:24에서와 같이 서로에 대한 사랑을 포함한다. 신자들 안에 신성한 사랑이 존재하면 복음이 세상에 영향을 미치고 광범위한 구원으로 이어진다. 그런 다음 요한일서 3:14은 영생의 획득을 단 한 번의 사건(에파팍스)으로 언급함으로써 "이미 있으나 아직 없는" 영생의 획득과 영생을 얻는 데 있어서 사랑의 역할을 표현한다: "우리는 서로 사랑하기 때문에 우리가 죽음에서 생명으로 넘어갔다는 것을 안다. 사랑하지 않는 사람은 누구나 여전히 사망에 머물러 있다."라는 요한복음 5장 24절의 예수님 말씀을 연상시킨다.

## 바울 편지
에서 바울 서신, 신약에서 가장 오래된 텍스트, 영생은 하나님의 은혜와 그리스도를 믿는 믿음을 통해 인간이 영생의 선물을받을 수있는 그리스도의 인격 안에서 가능해진다. 바울에게 (갈라디아서 6:8에서와 같이) 미래의 영생은 현생 동안 성령의 내주의 결과로 도착한다. 바울은 죄를 영생을 얻는 데 장애물로 본다. 로마서 6:23에서와 같이. 바울에게 영생은 미래의 소유이며 "신자들이 노력하는 종말론적 목표이다." 바울은 로마서 6:23에서와 같이 영생은 단순히 얻는 것이 아니라 하나님의 선물이라고 강조한다: "죄의 삯은 사망이요 하나님의 값없는 선물은 그리스도 예수 우리 주 안에 있는 영생이니라." 따라서 로마서 6:23은 또한 죄와 영생을 대치시킨다: 죄는 사망에 이르게 하지만 "그리스도 안에 있는 자들은 영생을 거두게 될 것이다."
바울은 또한 영생과 성령의 관계를 논의하면서 성령과 함께 있고 성령과 함께 생각하는 것이 영생으로 이어진다고 말한다(예: 갈라디아서 6장 8절: "성령으로 심는 자는 성령으로 영생을 거두리라." 바울에게 미래의 영생은 현생 동안 성령의 내주하심의 결과로 주어지며 현생, 성령 및 미래의 생명에 대한 상호 관련된 진술은 갈라디아서 주제에 관한 가르침의 핵심 요소를 형성한다.
디모데 전서 1:16은 영생에 대한 언급으로 그리스도인을 특징 짓고 예수를 따르는 사람들을 부른다: "그 후에 그를 믿어 영생에 이르는 자들의 본보기"이며, 6:12에서는 "믿음의 선한 싸움을 싸우고 영생을 잡으라"고 조언한다.

## 공관 복음서
신약에는 생명이라는 단어가 15 번 등장하며 그중 8 번은 형용사 영원한.
아래 표에서와 같이 공관 복음서가 "구원 받기"를 언급하고 요한이 영생을 언급하는 방식에는 유사점이 있다 :
마태복음 16:25 마가복음 8:35 누가복음 9:24 요한복음 12:25
... 누구든지 나를 위하여 제 목숨을 잃으면 찾으리라 ... 누구든지 나와 복음을 위하여 제 목숨을 잃으면 구원하리라 ... 누구든지 나를 위하여 제 목숨을 잃으면 구원하리라 ... 이 세상에서 제 목숨을 미워하는 자는 영생에 이르도록 지키리라.
누가복음에서 선한 사마리아인의 비유는 10:25에서 한 율법사가 예수님께 "영생을 상속받으려면 어떻게 해야 하느냐"고 묻는 영생에 관한 질문으로 시작된다.
마태복음에는 19:16, 19:29, 25:46에 영생에 대한 언급이 포함되어 있다. 마태복음 19:16의 언급은 마가복음 10:17-31과 누가복음 18:18-30에도 등장하는 예수님과 부자 청년의 비유 안에 있다. 이 비유는 "영생"이라는 용어를 하나님 나라에 들어가는 것과 연관시킨다. 이 비유는 청년이 예수님께 던진 질문으로 시작된다: "내가 무엇을 하여야 영생을 얻으리이까?" 예수께서는 그에게 계명을 지키라고 조언하신 다음 같은 맥락에서 "하나님의 나라"에 들어가는 것을 언급하신다.
요한 문학
하나님이 세상을 이처럼 사랑 하사 독생자를 주셨으니 이는 저를 믿는 자마다 멸망하지 않고 영생을 얻게 하려 하심이라.
- 요한복음 3:16
영생에 대한 요한의 개념은 공관복음서의 관점과 다르다. 요한의 글들은 영생에 대한 관점을 단순히 미래적인 것이 아니라 현재와 관련된 것으로 구체적으로 제시하므로, 예수님의 말씀을 듣고 야웨를 신뢰하는 사람들은 요한복음 5:24에서처럼 "죽음에서 생명으로 넘어갔기" 때문에 영원뿐만 아니라 "지금 여기"에서도 생명을 소유할 수 있다. 전반적으로 신약 성경은 영생과 관련하여 현재와 미래의 균형을 맞추고 있다. 즉, 신자는 죽음에서 영생으로 넘어갔지만 이는 미래에 완전히 실현되어야 한다.

코덱스 알렉산드리누스, 5 세기에 요한 서신의 첫 번째 서신
요한 복음에는 생명이라는 단어가 약 37 번 사용되었으며 그중 약 절반이 영생을 나타낸다. 요한 일서에는 6 번 등장한다. 이 개념은 요한의 글에 너무 스며 들어 많은 경우에 생명을 영생으로 읽을 수 있다.
개혁주의 복음주의 신학자 D. A. 카슨은 요한 복음 5:24이 "사복음서에서 취임 한 종말론을 가장 강력하게 긍정하는 것"으로 본다 : 신자는 "부활 생명의 무언가를 경험하기 위해 마지막 날까지 기다릴 필요가 없다." 조지 엘든 래드는 하나님의 나라와 마찬가지로 영생은 "다가올 시대에 속한 종말론적 선물일 뿐만 아니라 옛 시대에도 받을 수 있는 선물"이라고 지적한다. 이러한 맥락에서 죄와 죽음이 여전히 존재하는 옛 시대의 영생 선물은 신자들이 속하게 될 생명과 의의 새 시대인 다가올 세상의 영생과 대조된다.
그러나 요한복음 3장 16절에서와 같이 하나님께서 믿는 자에게 영생의 선물을 주셨지만, 예수님을 거부하면 멸망(απόληται)할 가능성은 여전히 남아 있다. 요한복음 3장 36절에 따르면, "아들을 믿는 자는 영생을 가졌고 아들에게 순종하지 않는 자는 생명을 보지 못하고 하나님의 진노가 그 위에 머물러 있다"고 말씀한다.
요한복음 말미(20:31)에는 제4복음서의 기록 목적이 다음과 같이 명시되어 있다: "이는 너희로 예수께서 하나님의 아들 그리스도이심을 믿게 하려 함이요 또 너희로 믿고 그 이름을 힘입어 생명을 얻게 하려 함이니라." 이것은 요한일서 5장 13절 "내가 하나님의 아들의 이름을 믿는 너희에게 이것을 쓴 것은 너희로 하여금 너희에게 영생이 있음을 알게 하려 함이니라."와 자주 연관된다.
요한 복음은 영생을 예수의 인격 인 그리스도를 중심으로 배치한다. 요한의 견해에서 그리스도는 자신이 생명이기 때문에 인간에게 생명을 드러 낼 수 있다. 요한 일서 1 : 2 : "아버지와 함께 계시고 우리에게 나타난 영생을 너희에게 선포 하노라"는 그리스도의 존재를 언급하는 요한 1 : 1 : "말씀이 하나님과 함께 계셨다"와 비교된다.
이 용어는 요한 복음에서 생명수의 맥락에서 사용되며 요한 복음 4:14에 다음과 같이 명시되어 있다: "내가 그에게 줄 물은 그 속에서 영생하도록 솟아나는 샘물이 되리라."
요한복음 6:51에서 예수님은 이렇게 말씀한다: "내 살을 먹고 내 피를 마시는 자는 영생을 가졌고 마지막 날에 내가 그를 살리리니". 이것은 기독교 신학과 공통적으로 예수님과의 관계뿐만 아니라 영생을 얻는 요소로서 성체 성사로 옮겨졌다. 가톨릭 교회 교리 문답 (1212 항목)은 그리스도인이 세례 성사를 통해 태어나고 성체 성사에서 "영생의 양식"을 받는다고 가르친다.
요한 복음 10 : 27-28에서 예수님은 이렇게 말씀하셨다: "내 양은 내 음성을 들으며 나는 그들을 알며 그들은 나를 따르나니 내가 그들에게 영생을 주노니 영원히 멸망하지 아니하리라." 이는 그리스도인이 예수님과 맺어야 할 인격적이고 마음과 마음이 통하는 관계를 의미한다.
또 다른 용도는 요한복음 17장 3절에 있다: "영생은 아버지께서 보내신 유일하신 참 하나님과 또 아버지가 보내신 자 예수 그리스도를 아는 것이니이다." 이 용법은 요한계시록의 "생명의 주제"와 관련되어 있다.

## 같이 보기
- 열반
- 영원한 죄
- 세상의 빛